# Hector-Martin Lefuel
Hector-Martin Lefuel (Versalles, 14 de noviembre de 1810-París, 31 de diciembre de 1880) fue un arquitecto historicista francés del siglo XIX, recordado por haber participado en la terminación del Palacio del Louvre y la redecoración de diversas residencias imperiales. Es, junto con Charles Garnier, uno de los arquitectos más emblemáticos del Segundo Imperio francés.
Aparte de por su exuberante estilo, Lefuel también fue conocido por su formidable capacidad organizativa, contando con un estudio con casi cincuenta empleados. Su agencia dejó una abundante documentación de todos los proyectos en los que participó.

## Biografía

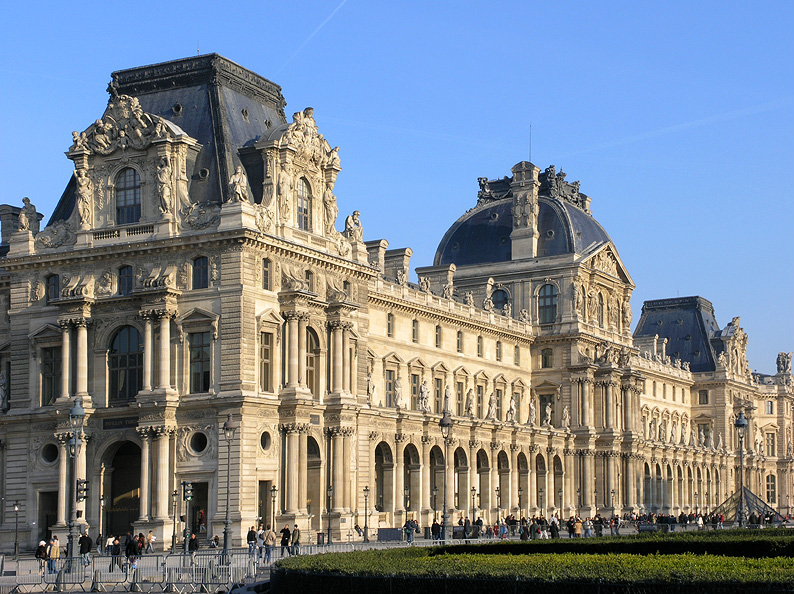
Sección norte del Nouveau Louvre en el Palacio del Louvre (1857).

### Juventud y formación
Hector-Martin era hijo de Alexandre Henry Lefuel (1782-1850), un constructor y especulador establecido en la ciudad de Versalles. Fue admitido en la École des Beaux-Arts en 1829, donde fue alumno de Jean-Nicolas Huyot y en 1833 obtuvo el segundo lugar en el concurso del Premio de Roma. No recibió el primer premio hasta 1839, con un projet d'Hôtel de ville, cosa que le permitió ir a estudiar a Roma. De 1840 a 1844 fue pensionado de la Academia Francesa en Roma en la Villa Medici. En 1841 renovó el Palazzo Renai, el palacio florentino de los Sabatier-Ungher.
A su regreso a Francia abrió su propia oficina y fue nombrado inspector para la Asamblea Nacional de Francia.

### Segundo Imperio
Después de haber llevado a cabo modificaciones en el château de Meudon (1848) y en Sèvres para el alojamiento de la Manufactura Real de Porcelana (1852), fue nombrado arquitecto jefe del château de Fontainebleau, entonces una de las residencias estivales del emperador Napoleón III. Allí diseñó el nuevo Théâtre Impérial (1853-1855) inspirado en el pequeño teatro de Marie-Antoinette en el Pequeño Trianón.
Fue elegido miembro de la Académie des beaux-arts en 1855, tomando el sillón de Martin Gauthier, y fue nombrado "caballero" de la Legión de Honor en 1854 y más tarde, en 1857, "comendador".

#### ElNouveau Louvre
Al mismo tiempo que trabajaba en Fontainebleau, a raíz de la muerte repentina del arquitecto Louis Visconti en 1853, Lefuel fue puesto a cargo del ambicioso proyecto del  Nouveau Louvre (Nuevo Louvre). El proyecto consistía en la edificación de nuevas alas que unirían el llamado Vieux Louvre (Viejo Louvre, el núcleo original del Palacio del Louvre) con el Palacio de las Tullerías (la residencia imperial).
Ajustando y enriqueciendo el proyecto de Visconti, llevó a buen fin el encargo, erigiendo una de las obras maestras del Segundo Imperio, con sus característicos pabellones de altos tejados y abundante decoración. Los nuevos edificios no solo contenían salas de exhibición del museo, sino también los nuevos establos imperiales y una vasta sala del trono para sesiones conjuntas del Parlamento francés (la Salle des États) en la sección sur y varias oficinas ministeriales y la Bibliothèque du Louvre  en la sección norte. El acondicionamiento y decoración de los interiores se alargó hasta 1861. Participó como ayudante de Lefuel el joven arquitecto estadounidense Richard Morris Hunt, que había estudiado con Lefuel en la École des Beaux-Arts. Después de la graduación de Hunt, Lefuel ofreció a Hunt el puesto de inspector de la obra del Louvre y le permitió diseñar la fachada del Pavillon de la Bibliothèque cara a la Rue de Rivoli.

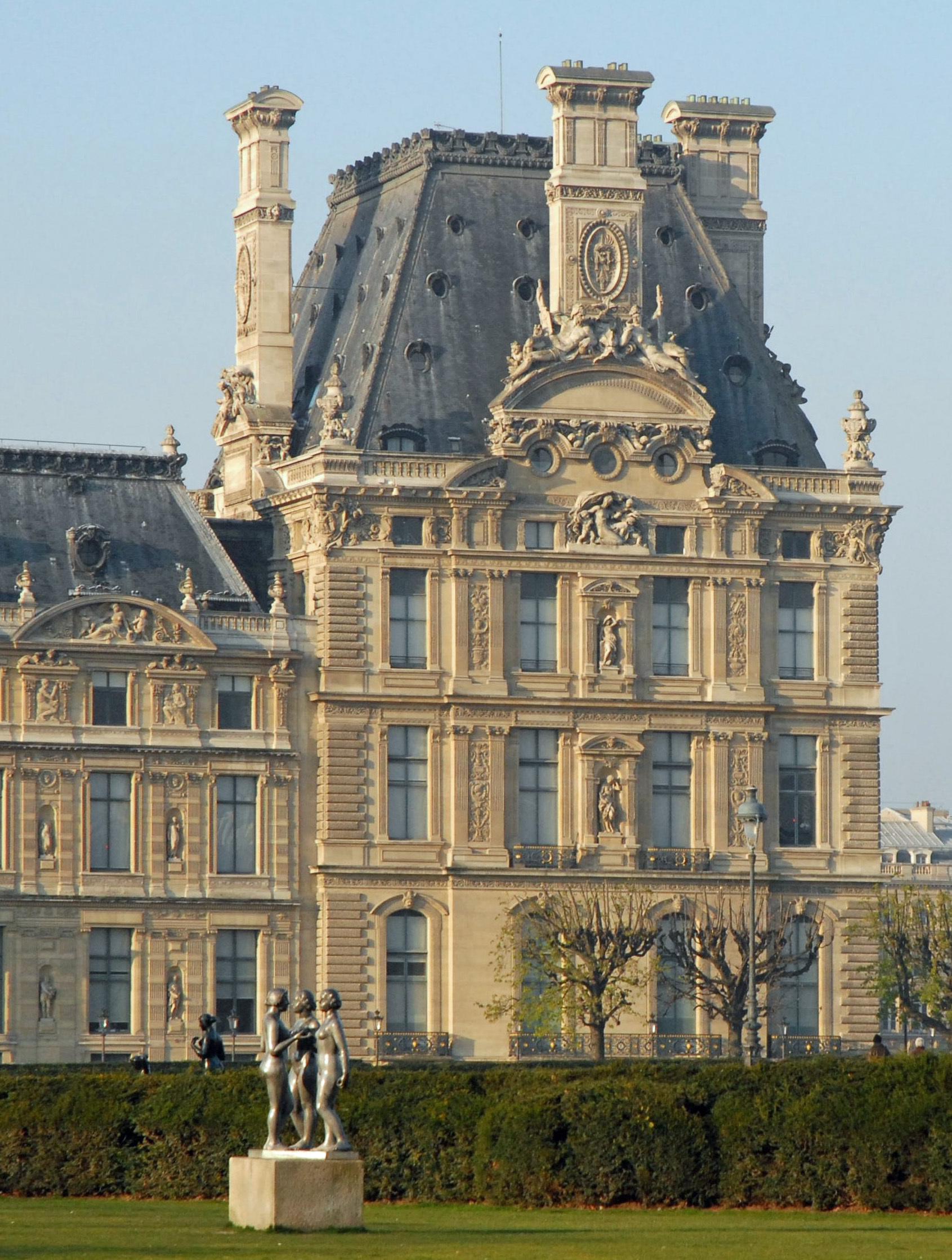
Fachada norte del Palacio de las Tullerías (1874).

#### Reconstrucción delPavillon de Florey de laGrande Galerie
Apenas terminadas la obras en el Nouveau Louvre en 1861, Lefuel consideró necesario analizar el estado de las partes más viejas del edificio, se descubrió que el Pavillon de Flore, al lado del Sena, amenazaba ruina, no en vano había sido construido más de dos siglos antes, bajo el reinado de Enrique IV de Francia. Desde 1850, el pabellón permanecía apuntalado y, en 1860, parte de la cornisa se había desprendido. Lefuel propuso demolerlo y reconstruirlo de nuevo. El arquitecto también convenció al Emperador para hacer lo mismo con la parte oeste de la Grande Galerie, en parte por cuestiones estructurales, en parte porque consideraba el orden colosal de su fachada “una invención desafortunada que tuvo una influencia nefasta”.
El nuevo Pavillon de Flore fue reconstruido con un orden superpuesto profusamente decorado con relieves y esculturas y un alto tejado. En la cornisa, Carpeux esculpió un exuberante "Triunfo de Flora". Una articulación similar siguieron las fachadas de la Grande Galerie y, además, se construyó un monumental pórtico en la parte central que comunicaba con la Cour du Carrousel. El resultado era mucho más profuso y abarrocado que las fachadas originales de principios del siglo XVII.
El interior sufrió grandes cambios, el pabellón tenía que destinarse al Príncipe Imperial, la Galerie fue reducida a la mitad de su extensión y en el primer piso se proyectó un appartement para soberanos extranjeros de visita. Asimismo, se añadió, cara a la Cour du Carrousel un nuevo pabellón (el Pavillon des Sessions) que debía contener una amplia sala del trono en sustitución de la Salle des États del Nouveau Louvre (ver más arriba). En verano de 1870, cuando estalló la Guerra Franco-prusiana, las obras estaban terminadas, faltando, esencialmente, labores de decoración y acondicionamiento interior.
Después de que el palacio de las Tullerías fuese incendiado por la Comuna de Paris en 1871, Lefuel añadió, de 1874-1879, una fachada norte al Pavillon de Flore, similar en diseño a su fachada sur. Asimismo también reconstruyó en el mismo estilo el Pavillon de Marsan.

#### Otros trabajos
Desafortunadamente, pocos ejemplos de la obra de Lefuel, aparte del Louvre, han llegado a la actualidad.

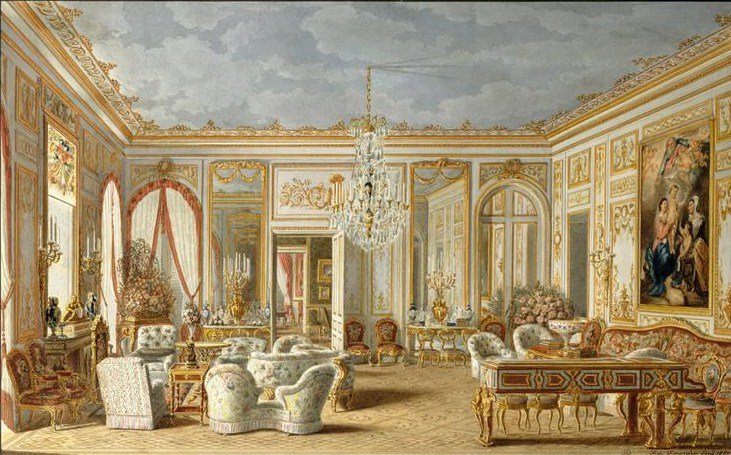
Salón de la Emperatriz, Palacio de Saint-Cloud.

El arquitecto también estuvo a cargo de la decoración de distintas residencias imperiales, cabe destacar los appartements para la emperatriz Eugénie el palacio de las Tullerías y en el Castillo de Saint-Cloud, perdidos, ambos, cuando dichos edificios se incendiaron durante la Guerra franco-prusiana (1870) y la Comuna de París (1871), respectivamente. Dichos aposentos pueden considerarse un ejemplo emblemático de aquello que se llamará style Louis XVI-Impératrice, en otras palabras el típico ejemplo de decoración Segundo Imperio, que mezclaba boiseries estilo Luis XVI, revivals históricos, antigüedades y muebles nuevos y confortables con tapicerías capitoné.
Lefuel también diseñó y construyó varios hôtels particuliers como el de Achille Fould, Ministro de Hacienda bajo Napoléon III, el Hôtel de Nieuwekerke en el Parque Monceau para el director del Louvre, Émilien de Nieuwerkerke y el Hôtel Emonville en Abbeville. También se debe a él el temporal Palacio de Bellas Artes y de la Industria construido para la Exposición Universal de 1855.
Diseñó algunos monumentos funerarios, como los de los compositores Daniel-François-Esprit Auber y François Bazin en el cementerio Père Lachaise.

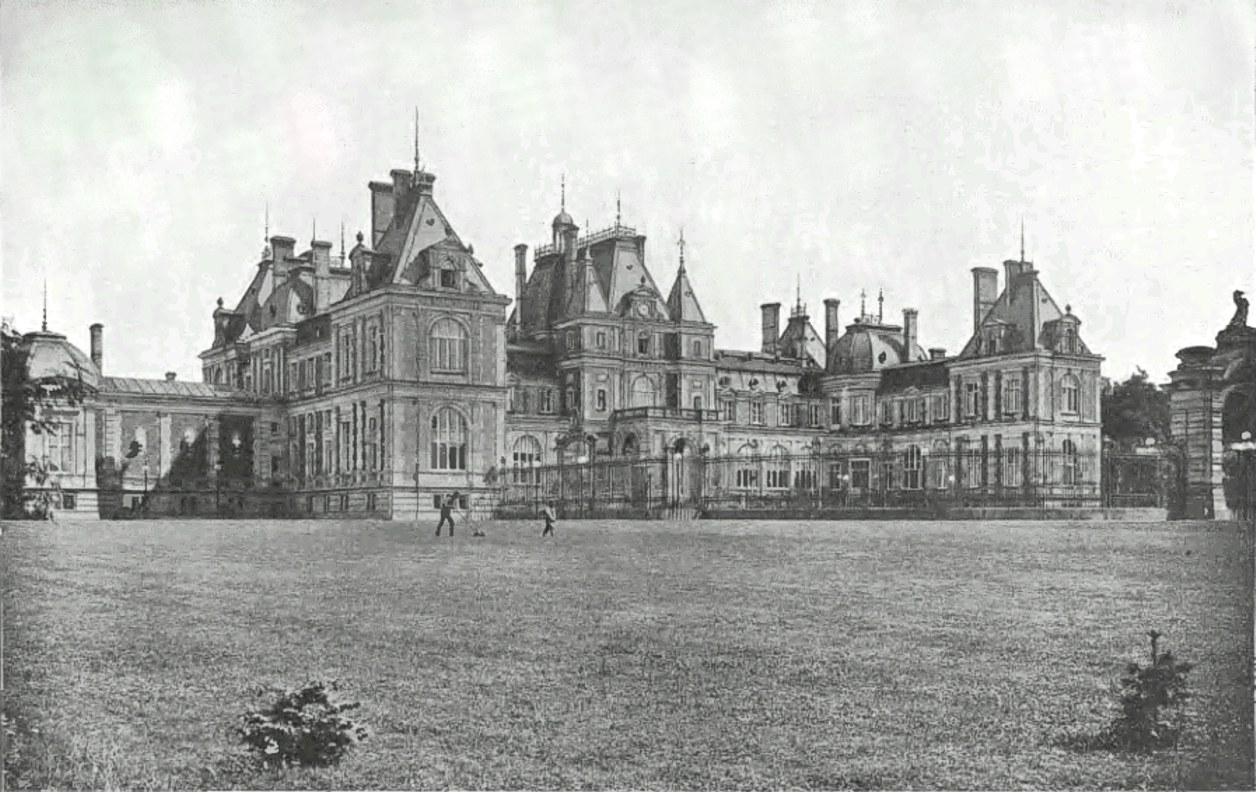
El Schloss Neudeck, en Silesia.

Sin embargo, su otra gran obra, junto con el Nouveau Louvre, sea, por su envergadura, el Schloss Neudeck en Silesia (antiguamente Alemania, actualmente Świerklaniec en Polonia). Construido entre 1868-1872 por encargo conde Guido Henckel von Donnersmarck, riquísimo aristócrata e industrial alemán, el castillo era un inmenso edificio de ladrillo y piedra, con altos tejado, en resumen, un claro ejemplo de la arquitectura del barroco temprano en época de Louis XIII. Fue incendiado por el Ejército Rojo en 1945 y demolido en 1961.
Hector-Martin Lefuel murió en París en 1880 y está enterrado en el cementerio de Passy.

## Obras principales
- Théâtre Impérial de Fontainebleau (1853-1855)
- Edificación del Nouveau Louvre (1854-1857)
- Acondicionamiento y decoración interior del Nouveau Louvre (1857-1861)
- Remodelación de los aposentos imperiales en el Palacio de las Tullerías (1858-1860)[9]
- Reconstrucción del Pavillon de Flore en las Tullerías y de la parte oeste de la Grande Galerie del Louvre (1861-1870)
- Edificación de un pequeño teatro neobarroco en el château de Chimay (1863)[10]
- Edificación del Schloss Neudeck (1869-1876)[11]
- Reconstrucción de los pabellones Flore y Marsan, dañados durante el incendio de las Tuileries (1874-1879)

## Galería de imágenes

Exteriores del Louvre de Lefuel
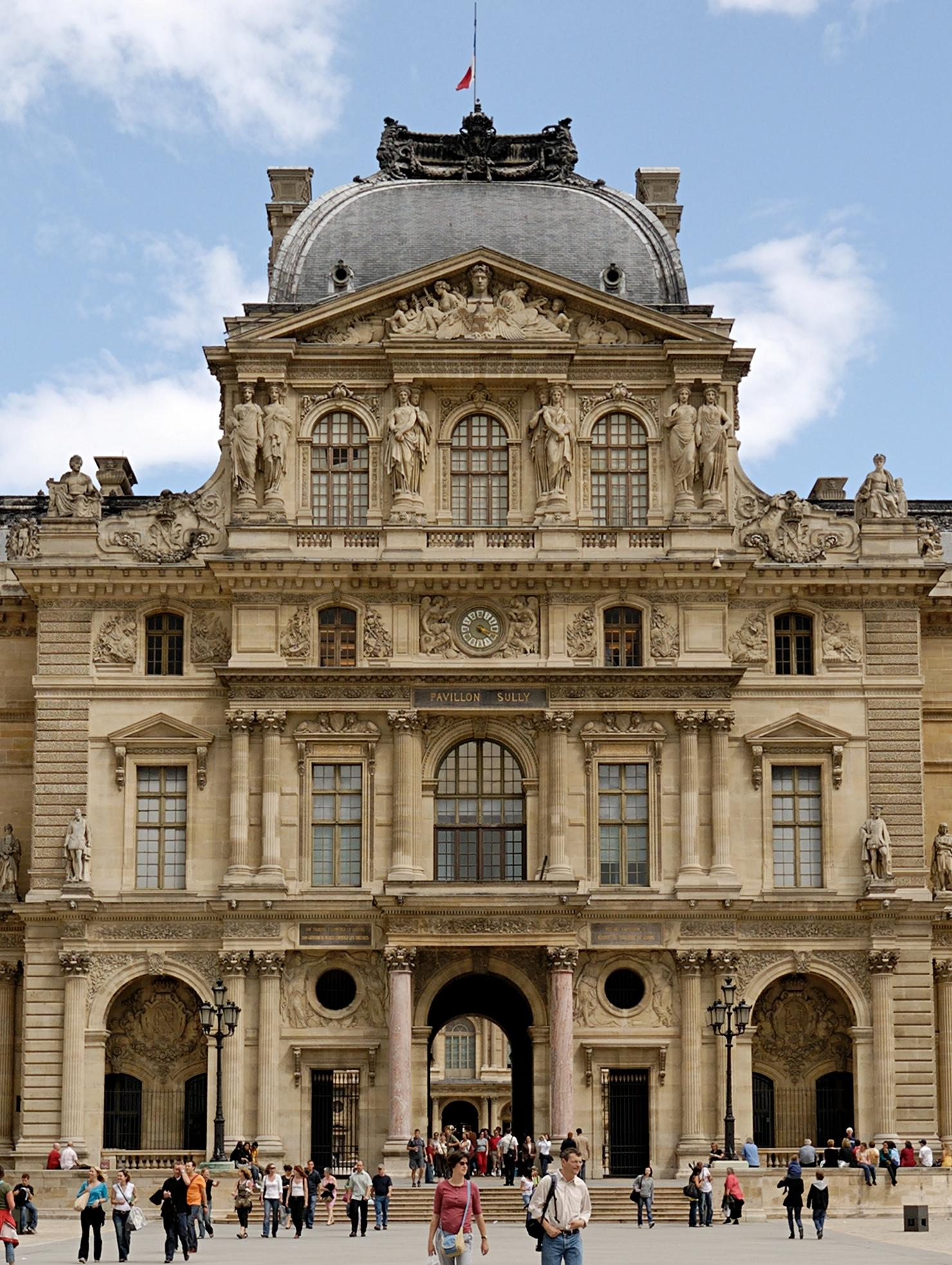
Pavillon Sully
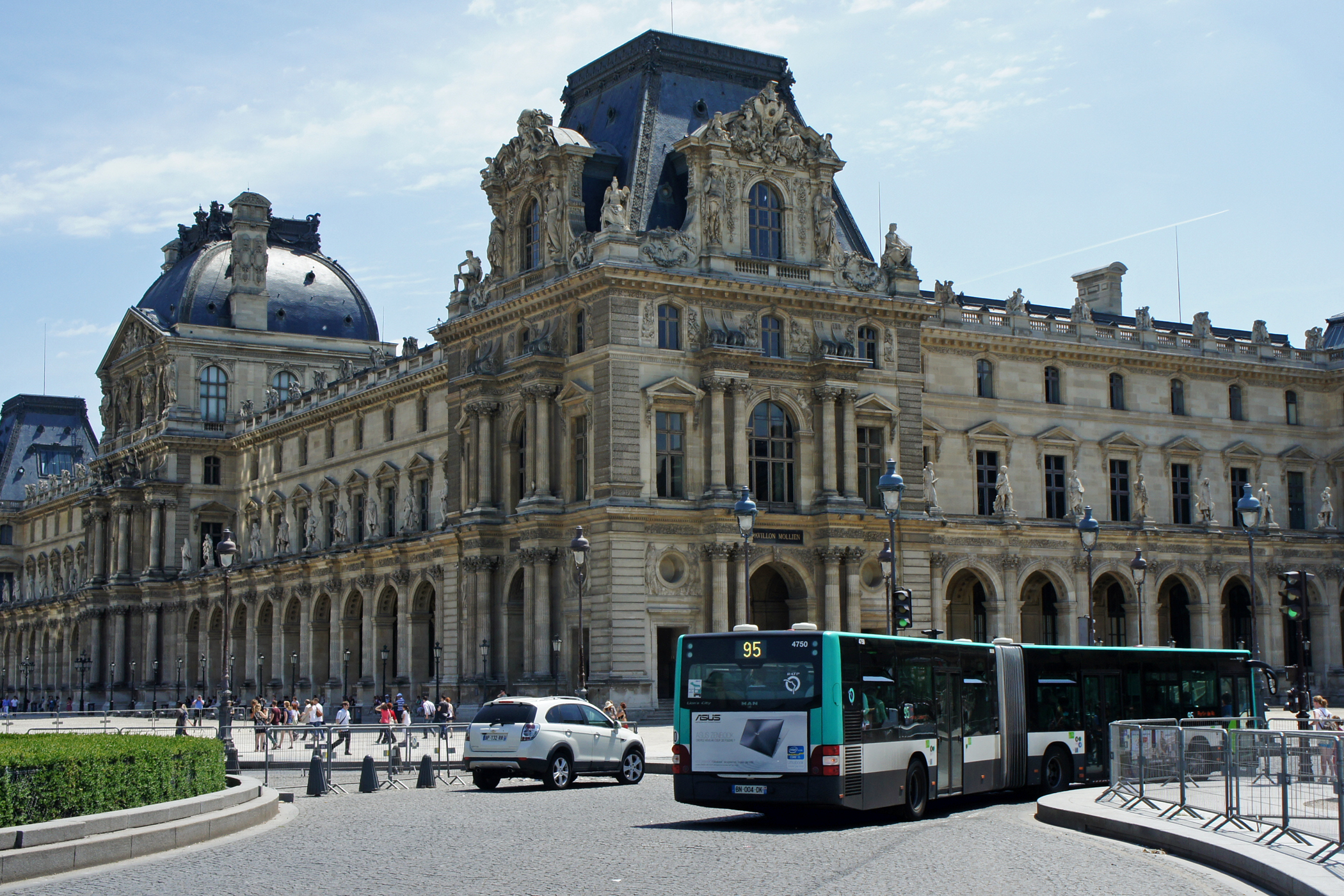
Pabellón Mollien del ala Denon
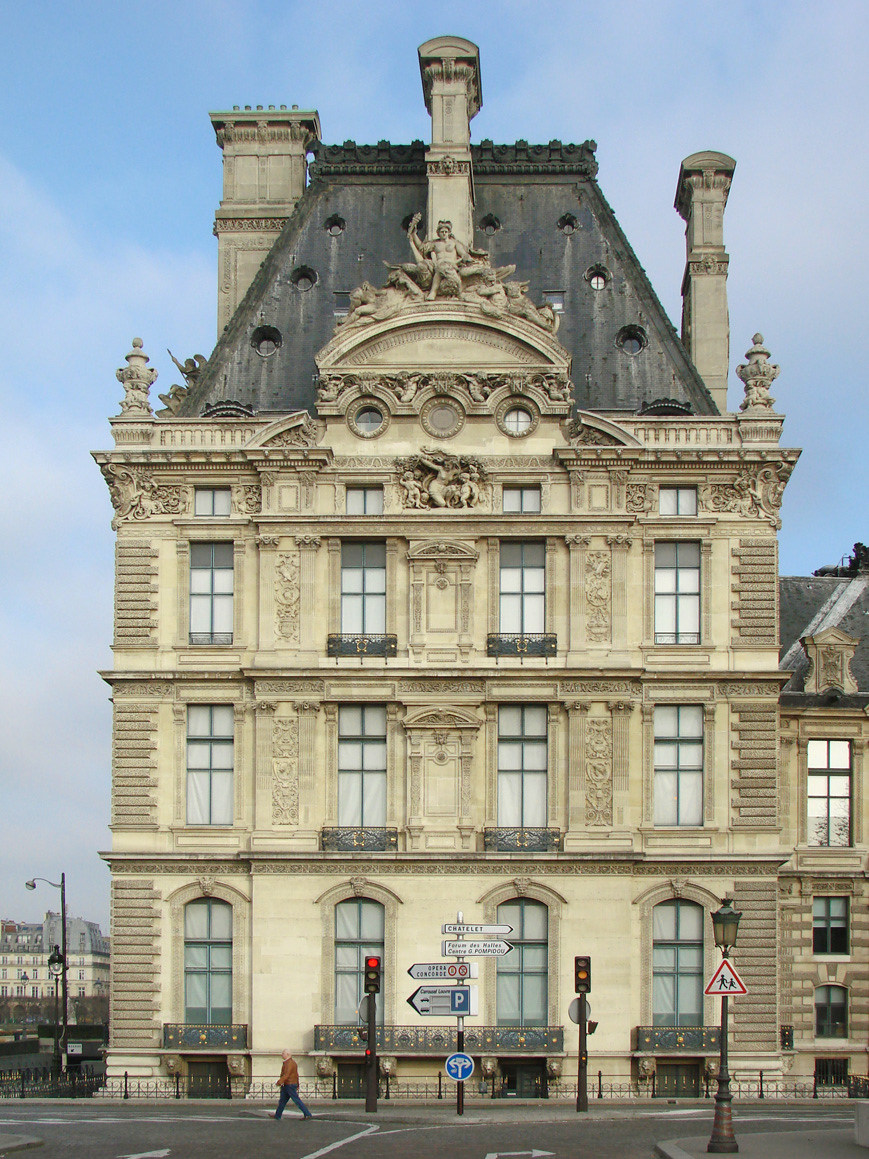
Pavillon de Flore, fachada sur
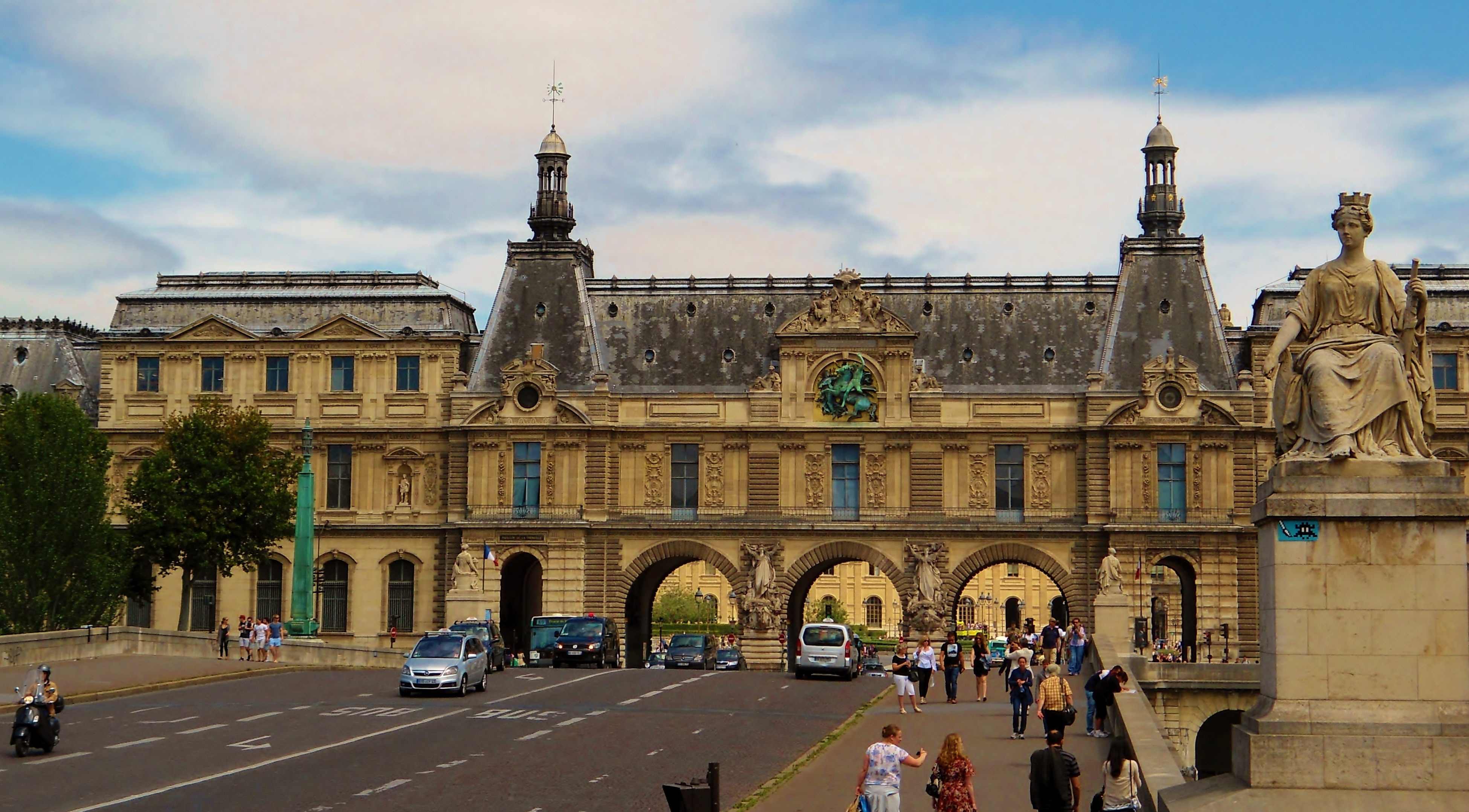
Fachada sur del Guichets du Carrousel (1861)

Interiores del Louvre de Lefuel
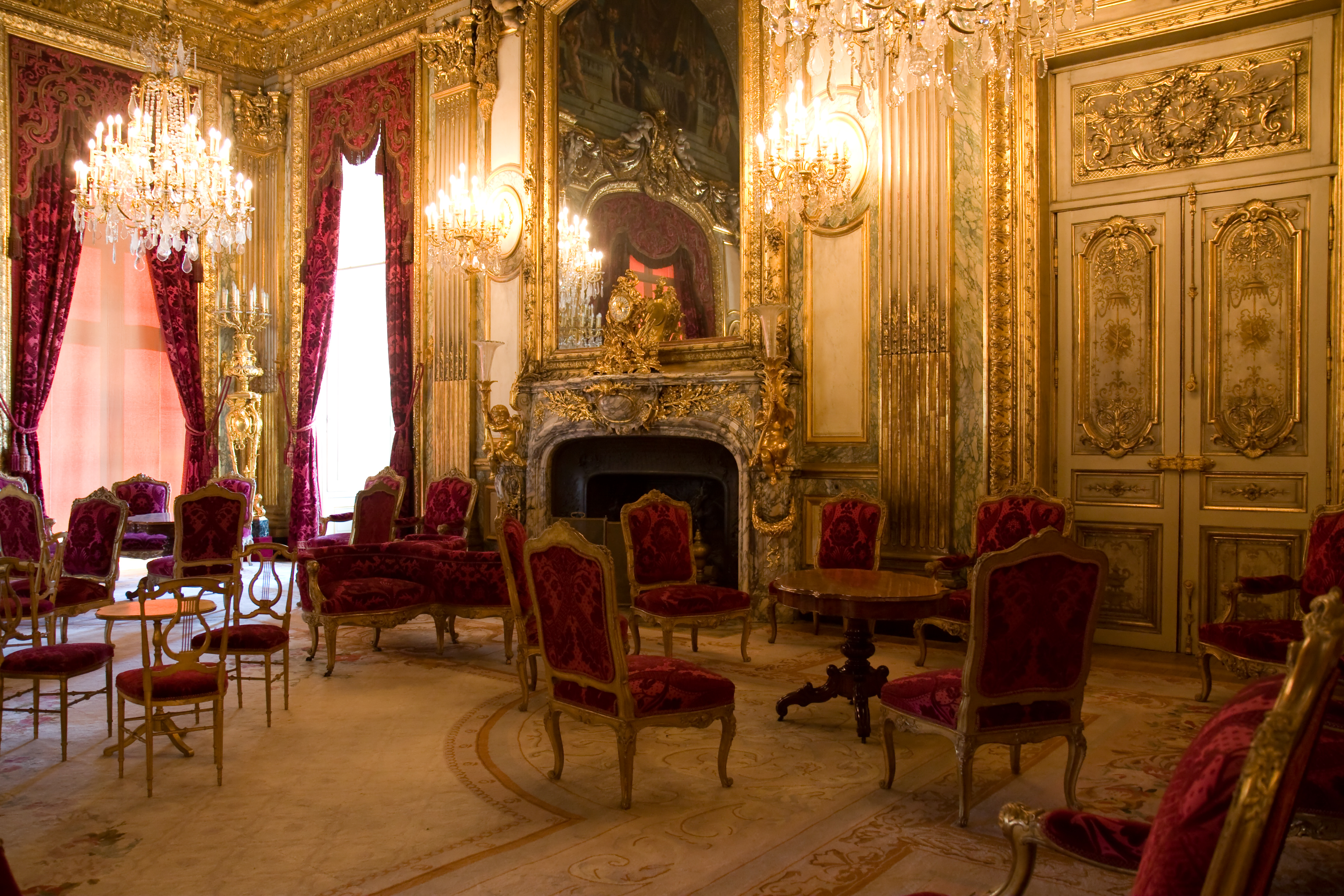
Gran Salón de los Apartmentos de Napoleon III
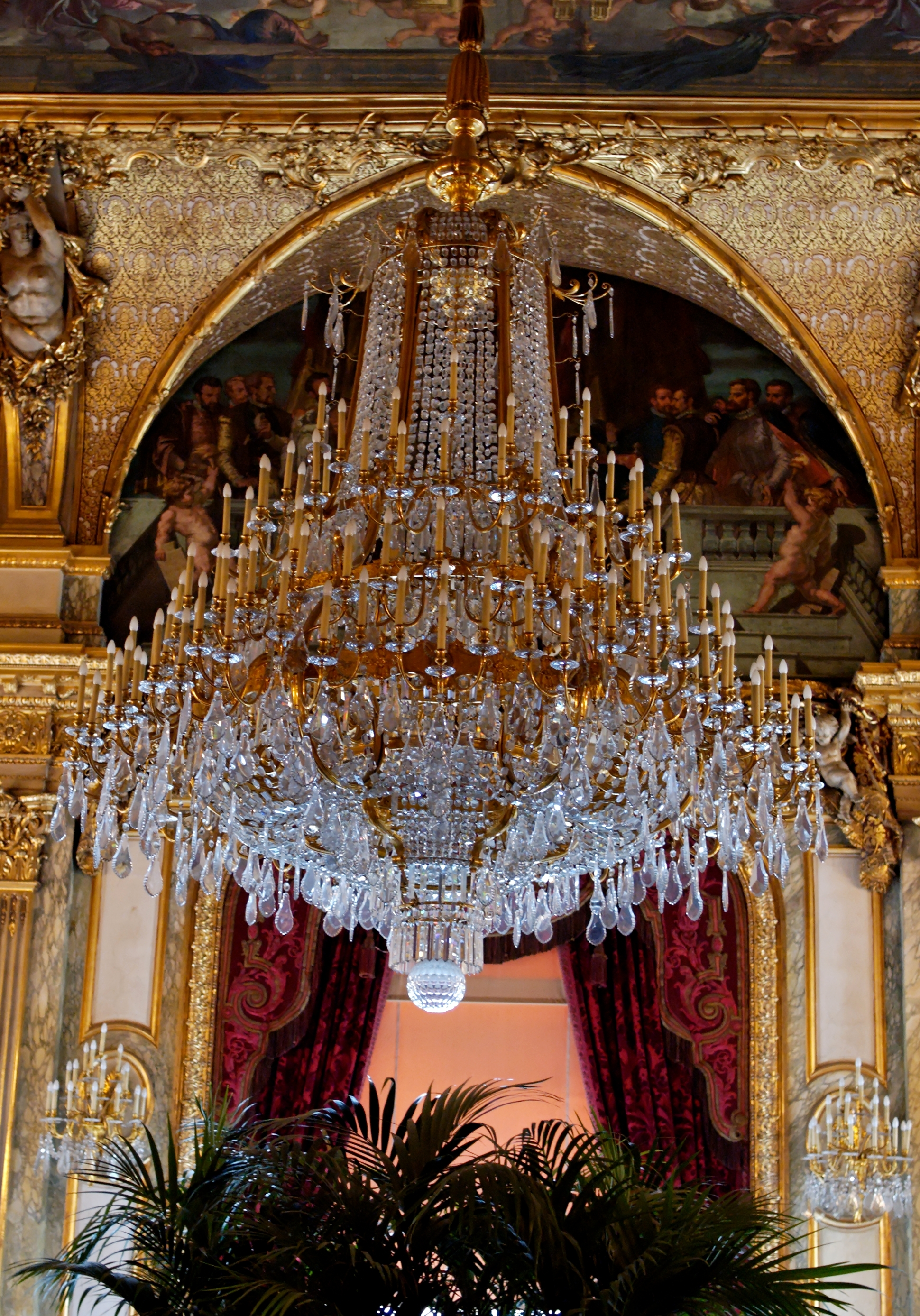
Candelabro central del Gran Salón
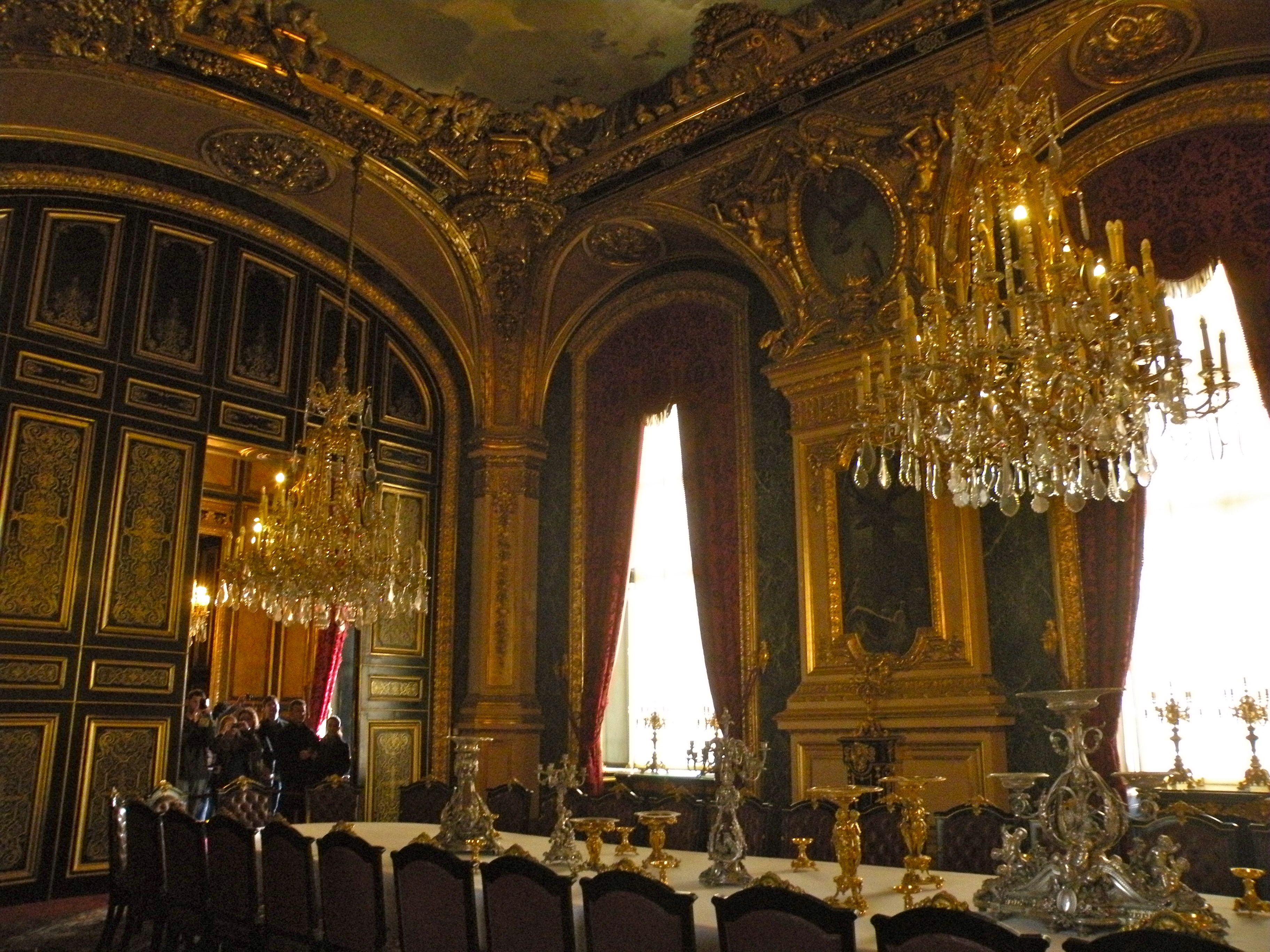
Gran Comedor de los apartamentos Napoleon III
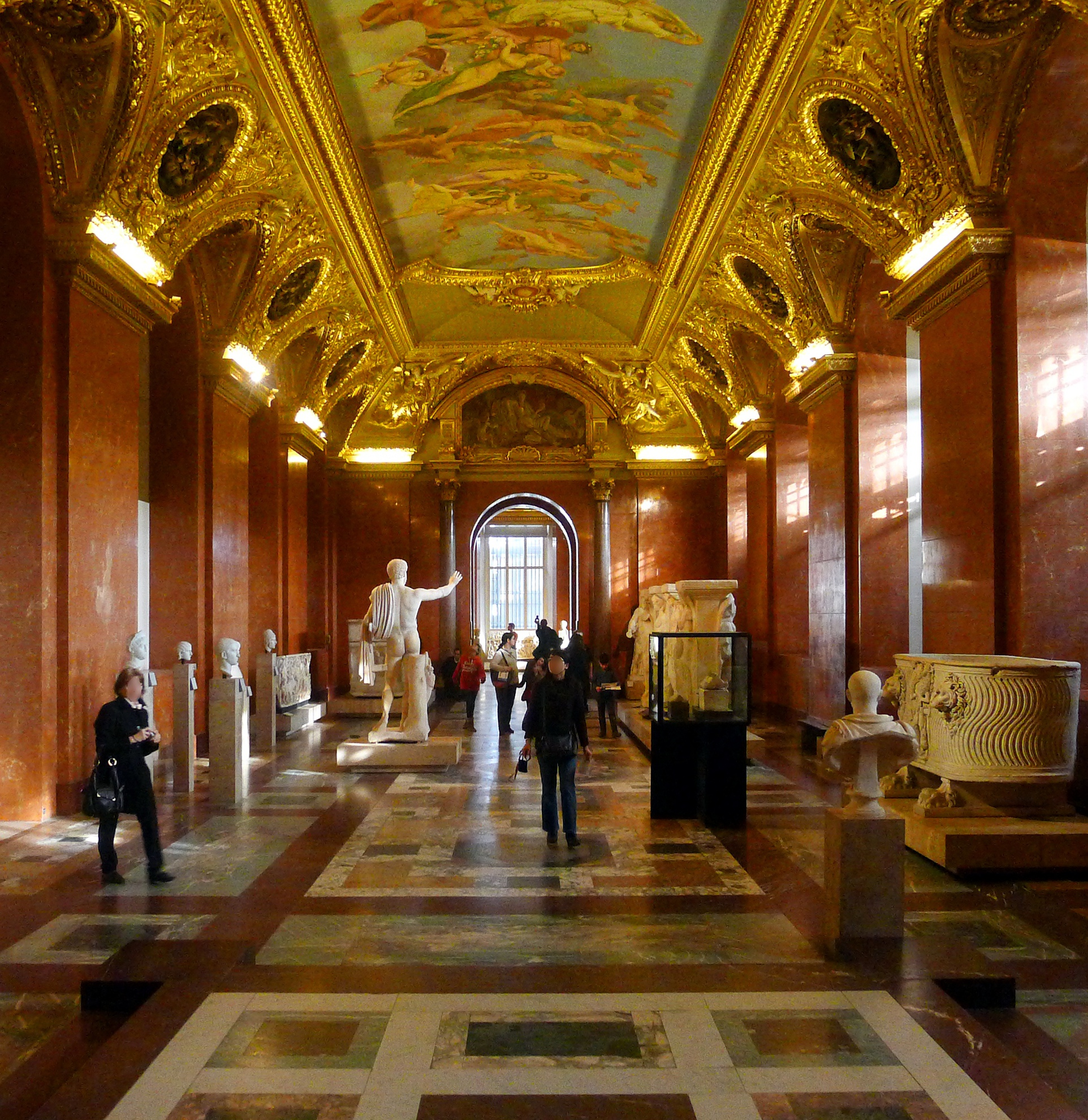
Sala de Augusto (originalmente Sala de los Emperadores)
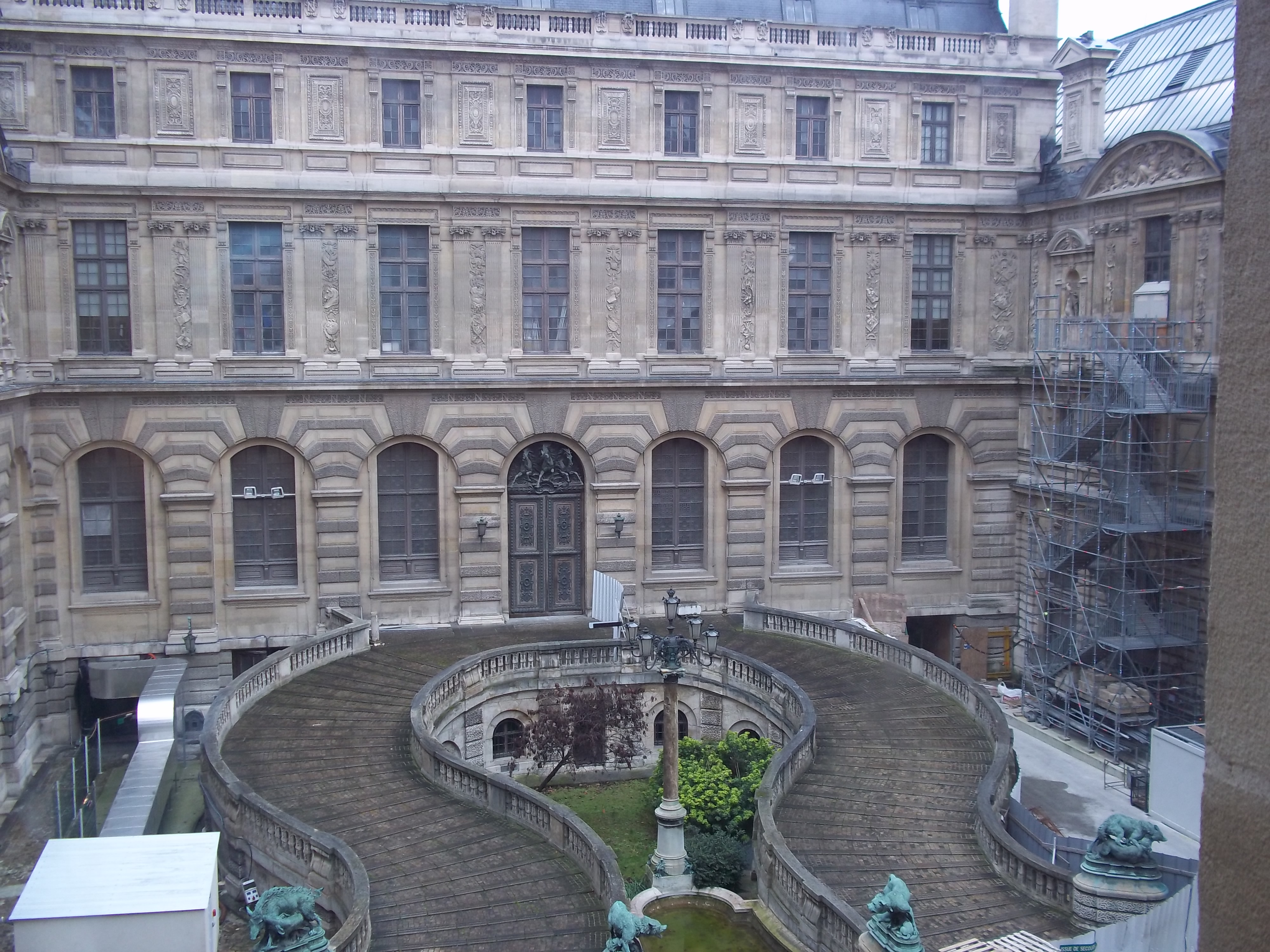
Patio Lefuel (ala Denon) con rampas de caballos que llevan a los antiguos establos del emperador
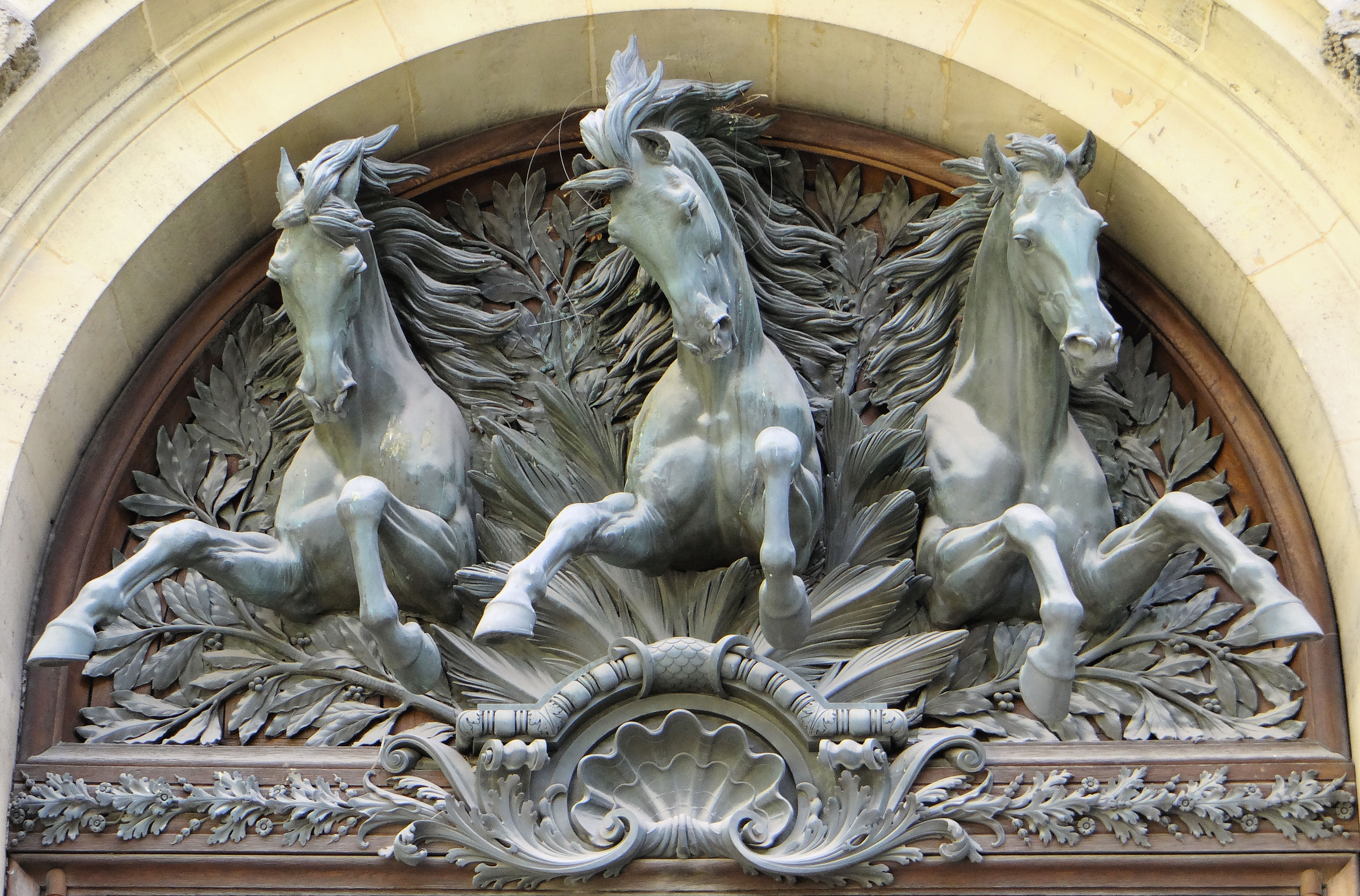
Tympanum sobre la puerta a los antiguos establos desde el patio Lefuel
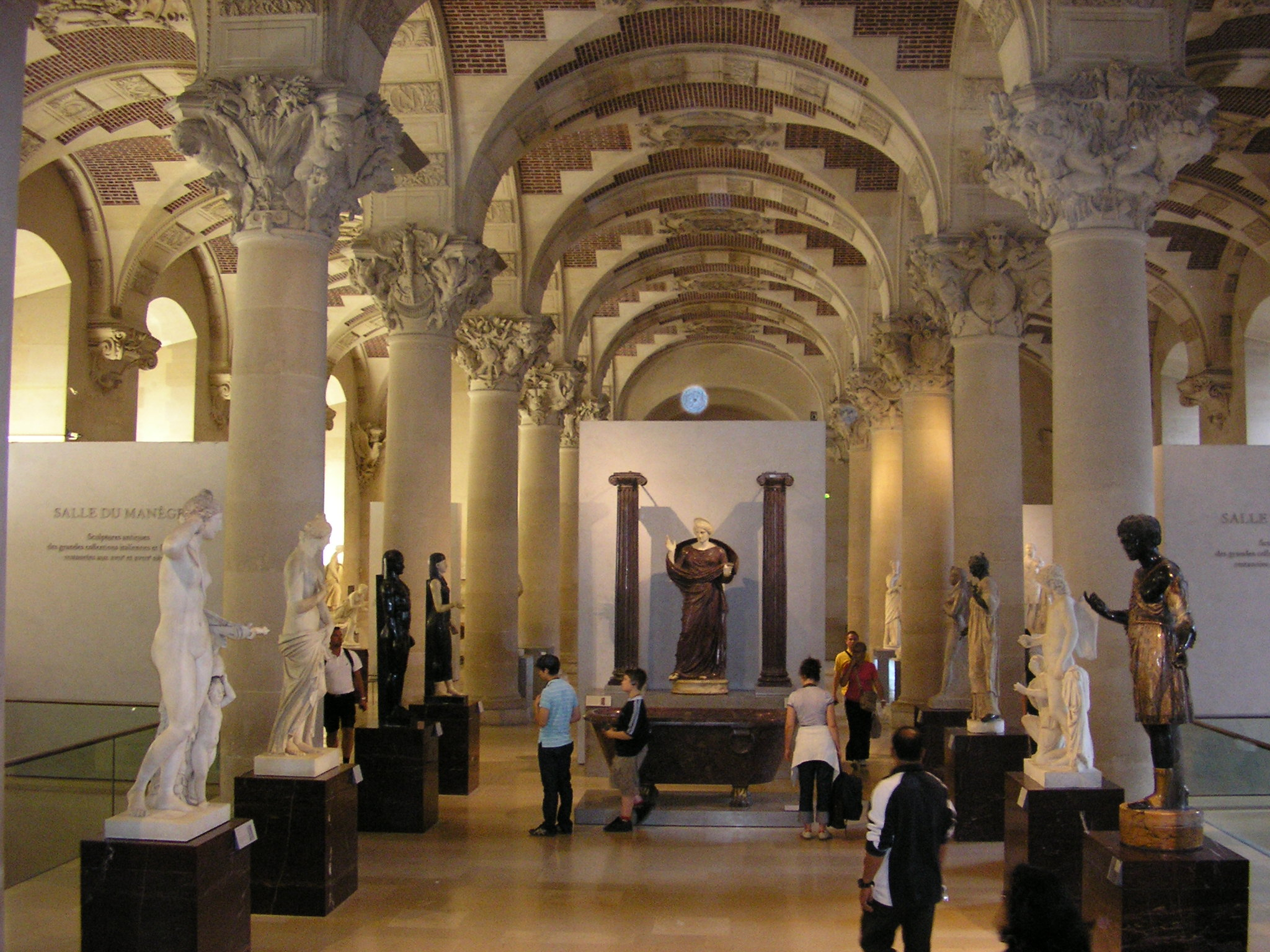
Sala del Manège (antiguos establos)